# コンスタンティノス・ディミトリアディス
コンスタンティノス・ディミトリアディス（Konstantinos Dimitriadis、ギリシア語: Κωνσταντίνος Δημητριάδης、1879年か1881年生まれ、1943年10月28日没）は、ギリシャの彫刻家である。1924年パリオリンピックの芸術競技で金メダルを受賞した。

## 略歴
現在のブルガリアのアセノヴグラトで生まれた。アテネの美術学校で彫刻家の（Georgios Vroutos:1843-1909）に学んだ。1903年に奨学金を得て、ミュンヘン美術院に留学した。翌年パリに移り、アカデミー・ドゥ・ラ・グランド・ショミエールで学び、パリ国立高等美術学校で学んだ。1905年にパリに工房を開き、後にロンドンにも工房に開いた。1908年にフランス女性と結婚したが1927年に離婚し、1909年に再婚した。
1924年パリオリンピックの芸術競技の造形部門で円盤投げの選手像で参加し、金メダルを獲得した。
1930年にアテネに戻り、ギリシの首相のエレフテリオス・ヴェニゼロスの支援を受けて美術アカデミーの初代院長.と彫刻の教授に任命され、亡くなるまでその仕事を続けた。ディミトリアディスが院長の時代にアカデミーの支部を作り、1930年のヴェネツィア・ビエンナーレにギリシャの芸術家を派遣した。
1943年にアテネで亡くなった。

## 作品

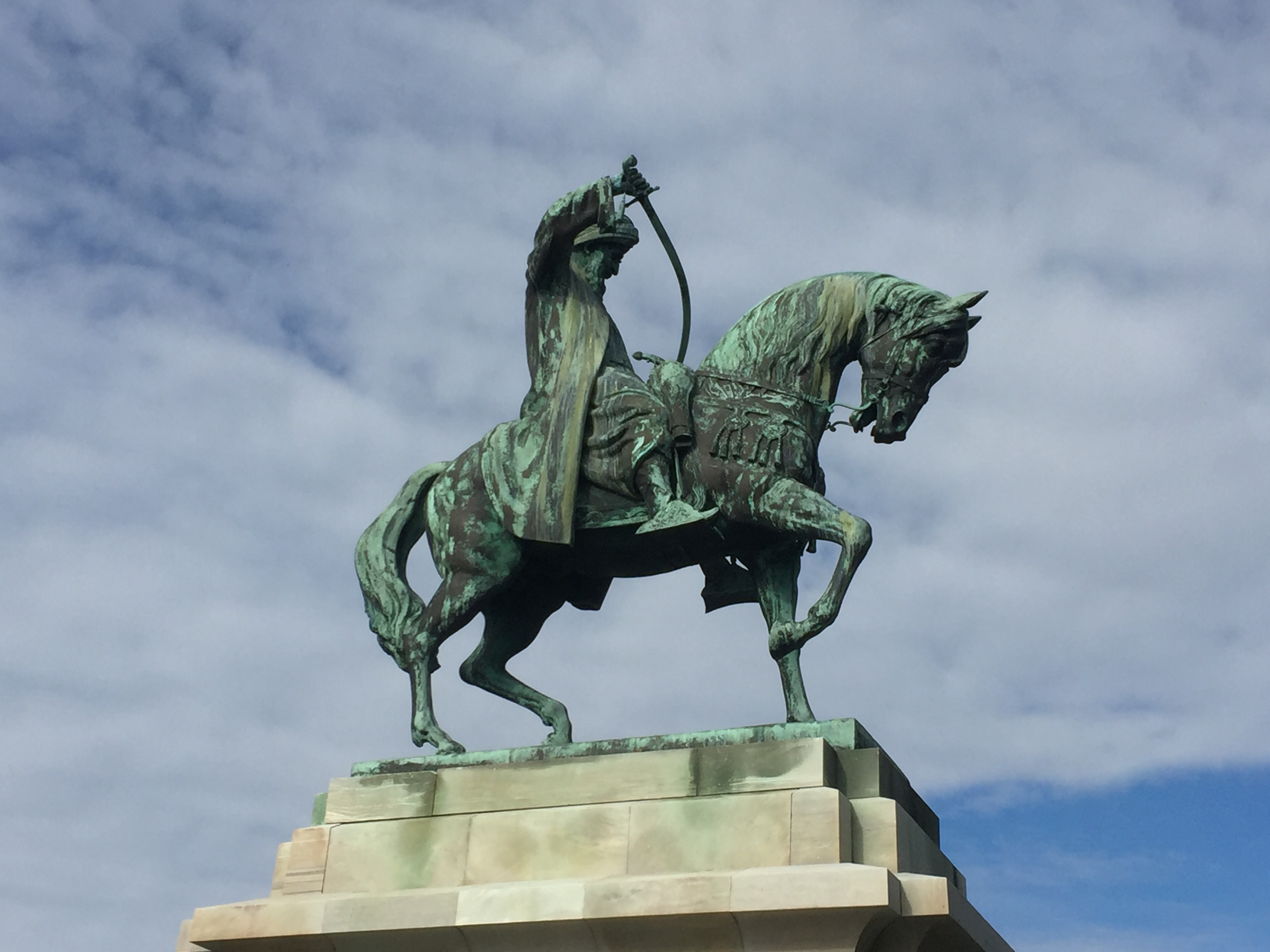
カヴァラのムハンマド・アリー像
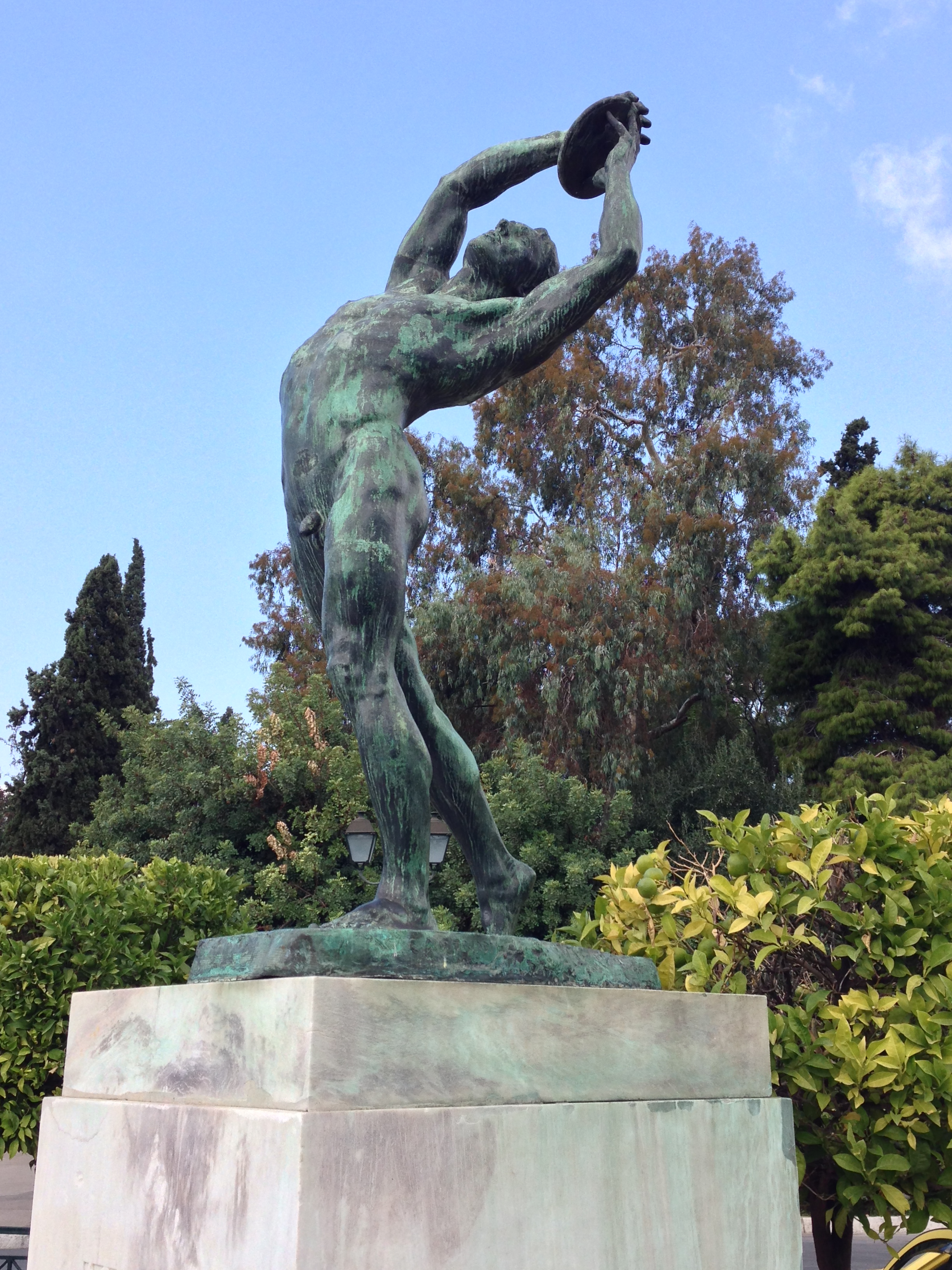
パナシナイコスタジアム場外の円盤投げ選手
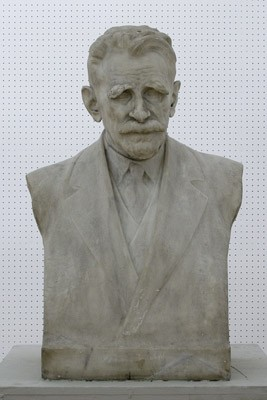
詩人Kostis Palamasの胸像